# بيت دومينيك
بيت دومينيك (بالإنجليزية: Pete Dominick)‏ هو مقدم برامج إذاعية أمريكي، ولد في 31 أكتوبر 1975 في سيراكيوز في الولايات المتحدة.